# Inul Daratista
Ainur Rokhimah (21 de enero de 1979 en Pasuruan, provincia de Java Oriental), conocida artísticamente como Inul Daratista, es una popular cantante indonesia. Se dio a conocer como cantante en 2003, habiéndose convertido en una de las artistas más famosas en su país de origen, aunque por su estilo musical también ha sido considerada como una de las artistas más controvertidas, además de haberse publicado imágenes de ella en revistas pornográficas en 2005. También ha recibido críticas por interpretar una canción del cantante Rhoma Irama.

## Discografía
- 2 in 1 (Bersama Puji Asmara) (1992)
- Goyang Inul (2003)
- Separuh Nafas (2004)
- Mau Dong (2006)
- Ash-Sholaatu (2006)
- Rasain Lho (2008)
- Buaya Buntung (2012)
- Cinta Modal Pulsa (2014)
- The Best of Inul (2016)

## Filmografía

### Películas
- Cinta Setaman (2008)

### Telenovelas
- Kenapa Harus Inul? (2003)
- Gara-Gara Inul (2004)
- Hikayah: Susuk Pemikat Si Penari Jaipong (2007)
- Hikayah: Penyanyi Dangdut Banting Setir Jadi Pembantu (2007)